# Victor Slezak
Victor Michael Slezak (Youngstown, 30 luglio 1957) è un attore statunitense.
Ha iniziato la sua carriera alla fine degli anni ottanta ed ha preso parte in oltre 50 film, tra cui Bride Wars - La mia migliore nemica.
Dal 1999 è sposato con Leslie Rawlings da cui ha avuto un figlio.

## Filmografia parziale

### Cinema
- Dentro la grande mela (Five Corners), regia di Tony Bill (1987)
- Strictly Business, regia di Kevin Hooks (1991)
- Bed & Breakfast - Servizio in camera (Bed & Breakfast), regia di Robert Ellis Miller (1992)
- Fort Washington - Vita da cani (The Saint of Fort Washington), regia di Tim Hunter (1993)
- La giusta causa (Just Cause), regia di Arne Glimcher (1995)
- Oltre Rangoon (Beyond Rangoon), regia di John Boorman (1995)
- I ponti di Madison County (The Bridges of Madison County), regia di Clint Eastwood (1995)
- Melissa, regia di Steve Binder (1995)
- L'ombra del diavolo (The Devil's Own), regia di Alan J. Pakula (1997)
- Poliziotto speciale (One Tough Cop), regia di Bruno Barreto (1998)
- Attacco al potere (The Siege), regia di Edward Zwick (1998)
- Lost Souls - La profezia (Lost Souls), regia di Janusz Kaminski (2000)
- Hollywood Confidential (The Cat's Meow), regia di Peter Bogdanovich (2001)
- La scandalosa vita di Bettie Page (The Notorious Bettie Page), regia di Mary Harron (2005)
- 4 amiche e un paio di jeans 2 (The Sisterhood of the Traveling Pants 2), regia di Sanaa Hamri (2008)
- Bride Wars - La mia migliore nemica (Bride Wars), regia di Gary Winick (2009)
- Happy Tears, regia di Mitchell Lichtenstein (2009)
- Veronika Decides to Die, regia di Emily Young (2009)
- Salt, regia di Phillip Noyce (2010)
- Abduction - Riprenditi la tua vita (Abduction), regia di John Singleton (2011)
- Il fondamentalista riluttante (The Reluctant Fundamentalist), regia di Mira Nair (2012)
- Quel momento imbarazzante (That Awkward Moment), regia di Tom Gormican (2014)
- Dopo l'uragano (A Rising Tide), regia di Ben Hickernell (2015)
- La seconda vita di Anders Hill (The Land of Steady Habits), regia di Nicole Holofcener (2018)
- The Report, regia di Scott Z. Burns (2019)
- Worth - Il patto (Worth), regia di Sara Colangelo (2020)
- The Glorias, regia di Julie Taymor (2020)
- Babygirl, regia di Halina Reijn (2024)
- The Order, regia di Justin Kurzel (2024)

### Televisione
- Poison, regia di Jim Drake – film TV (1988)
- Miami Vice – serie TV, episodio 5x08 (1989)
- Law & Order - I due volti della giustizia (Law & Order) – serie TV, 4 episodi (1992, 1994, 1996, 2000)
- Hyperion Bay – serie TV, 6 episodi (1998-1999)
- Path to War - L'altro Vietnam (Path to War) regia di John Frankenheimer – film TV (2002)
- Taking Chance - Il ritorno di un eroe (Taking Chance), regia di Ross Katz – film TV (2009)
- Così gira il mondo (As the World Turns) – soap opera, 12 puntate (2010)
- Too Big to Fail - Il crollo dei giganti (Too Big to Fail), regia di Curtis Hanson – film TV (2011)
- Treme – serie TV, 5 episodi (2011-2012)
- Blue Bloods – serie TV, 8 episodi (2012-2014, 2017-2018)
- Hell on Wheels – serie TV, 6 episodi (2013-2016)
- The Messengers – serie TV, 6 episodi (2015)
- Billy & Billie – serie TV, 6 episodi (2015-2016)
- Bull - serie TV, episodio 5x09 (2020)

## Doppiatori italiani
Nelle versioni in italiano delle opere in cui ha recitato, Victor Slezak è stato doppiato da:
- Ambrogio Colombo in Abduction - Riprenditi la tua vita, Il fondamentalista riluttante, Babygirl, The Order
- Paolo Maria Scalondro in Unforgettable, Jack Ryan
- Fabrizio Pucci in Law & Order - I due volti della giustizia (ep. 2x22)
- Mario Cordova in Law & Order - I due volti della giustizia (ep. 4x22)
- Danilo De Girolamo in Law & Order - I due volti della giustizia (ep. 7x08)
- Rodolfo Bianchi in I ponti di Madison County
- Lucio Saccone in Oltre Rangoon
- Saverio Indrio in Attacco al potere
- Stefano Albertini in Sentieri
- Pino Pirovano in Law & Order: Criminal Intent
- Wladimiro Grana in Taking Chance - Il ritorno di un eroe
- Achille D'Aniello in Person of Interest
- Giorgio Locuratolo in Blue Bloods
- Michele Kalamera in Homeland - Caccia alla spia
- Paolo Marchese in Blindspot
- Sandro Acerbo in La seconda vita di Anders Hill
- Massimo Rossi in Hunters
- Nicola Braile in Billions
- Luigi La Monica in Bull
- Daniele Valenti in The OA